# Madurez sexual

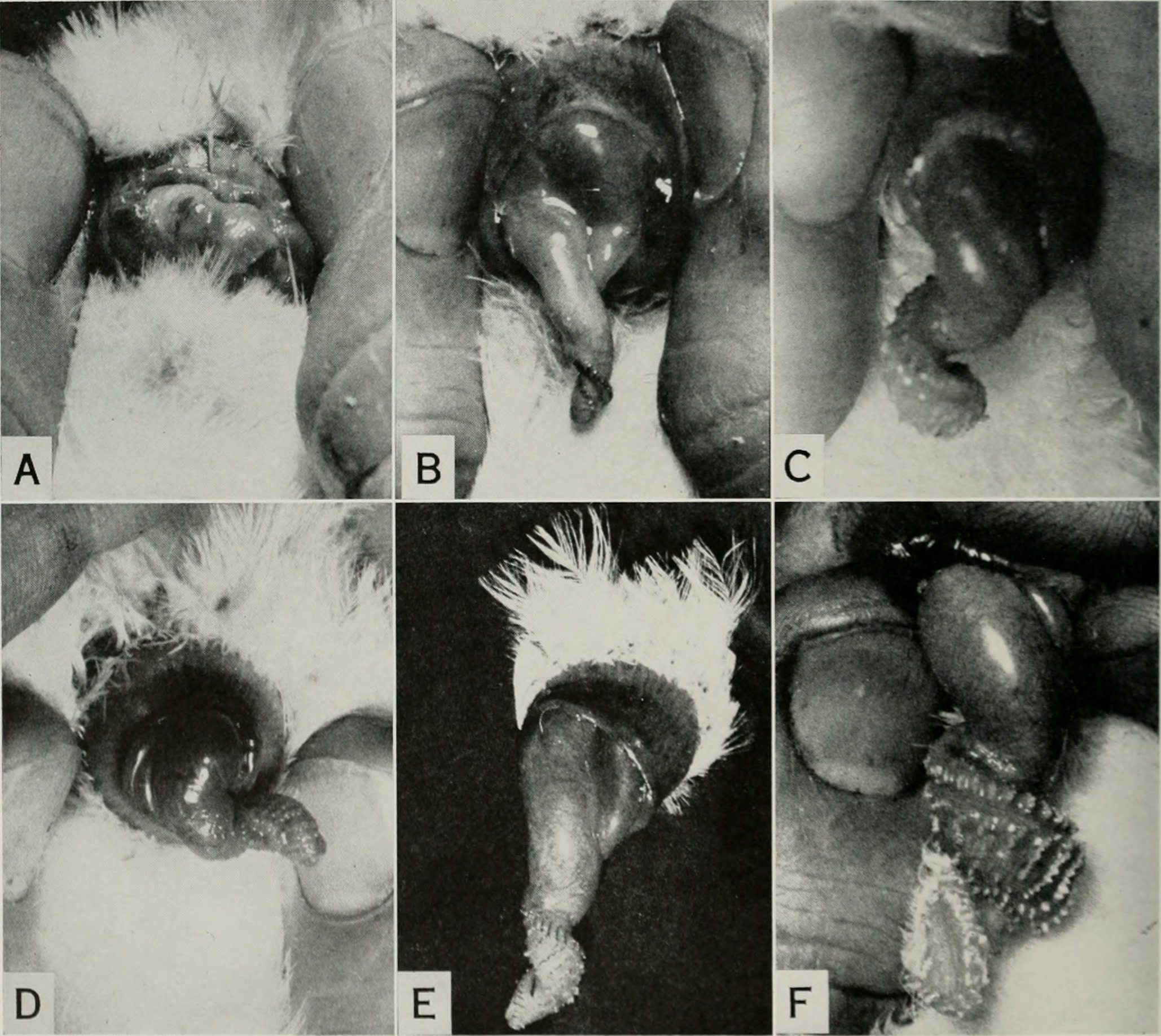
Caracteres de edad, sexo y madurez sexual en los gansos de Canadá

La madurez sexual es la edad o el momento  en el cual un organismo obtiene la capacidad para llevar a cabo la reproducción. 
Es a veces considerado sinónimo de la adultez a pesar de ser dos conceptos distintos. En los humanos, el proceso de maduración sexual es llamado pubertad.
La mayoría de los organismos multicelulares son incapaces de reproducirse sexualmente luego del nacimiento (o la germinación), y, dependiendo de la especie, puede tomar cuestión de días, semanas o años hasta que su organismo esté apto para tal fin. Adicionalmente, ciertos casos pueden provocar que el organismo se vuelva sexualmente maduro. Esos casos pueden ser externos, como la sequía, o internos, como el porcentaje de grasa corporal (estos casos internos no deben ser confundidos con la influencia de hormonas las cuales pueden producir el desarrollo de la madurez sexual directamente.)
La madurez sexual es llevada a cabo como consecuencia de la maduración de los órganos reproductivos y la producción de gametos. Puede ser acompañada también por un crecimiento repentino o proporcionalmente más rápido, o por otros cambios físicos que distinguen un organismo inmaduro de su forma adulta. Estos cambios se denominan características o caracteres sexuales secundarios, y habitualmente representan un incremento en los dimorfismos sexuales. Por ejemplo, antes de la pubertad, todos los niños de la especie humana tienen pechos planos, pero luego los individuos femeninos desarrollan senos mientras que los masculinos no; siendo ejemplo efectivo de un dimorfismo sexual, donde el individuo masculino difiere de alguna manera del femenino más allá de la mera producción de células sexuales masculinas o femeninas respectivamente. Sin embargo, existen excepciones en este caso de dimorfismo en los cuales un hombre puede desarrollar senos a causa de la obesidad o por desbalances hormonales como la ginecomastia.
Luego de llegar a la madurez sexual, es posible que ciertos organismos se vuelvan infértiles o incluso cambien de sexo. Algunos organismos son hermafroditas, cuya denominación para un individuo humano es intersexual, y pueden o no producir descendencia viable. También, mientras que en muchos organismos la madurez sexual está vinculada a la edad, muchos otros factores están involucrados y es posible para algunos desarrollar la mayoría o todas las características de la forma adulta sin ser de hecho sexualmente maduros. En la situación contraria, es posible incluso para los organismos en su forman madurez reproducirse (ver progénesis.)